# Melody (japán énekesnő)
Melody, stilizálva melody. (1982. február 24.–) japán-amerikai énekesnő és televíziós személyiség, a Toy's Factory kiadónál debütált 2003-ban Dreamin' Away című kislemezével.

## Élete és pályafutása
Hawaii-on született japán szülők gyermekeként. Tanult balettozni, modern táncokat táncolni, zongorázni és énekelni. Először reklámfilmekben szerepelt modellként. 2003-ban debütált énekesnőként Dreamin' Away című dalával. Sincerely című első lemeze 3. helyezett volt az Oriconon. Második nagylemeze, a Be as One 5. helyezett volt.
2008 októberében bejelentette, hogy visszavonul a zenei élettől. 2009-ben, miután feleségül ment a rockzenész Miyavihoz, felvette férje vezetéknevét, és azóta Isihara Melody néven divattervezőként dolgozik. A párnak két gyermeke van, Lovelie (Airi) Miyavi (2009–) és Jewelie Aoi (2010–).
2012-ben gyerekeknek szóló zenei albumot adott ki.

## Diszkográfia
Stúdióalbumok
- 2004: Sincerely
- 2006: Be as One
- 2007: Ready to Go!
- 2008: Lei Aloha

Válogatásalbumok
- 2008: The Best of melody.: Timeline